# Shovel hat

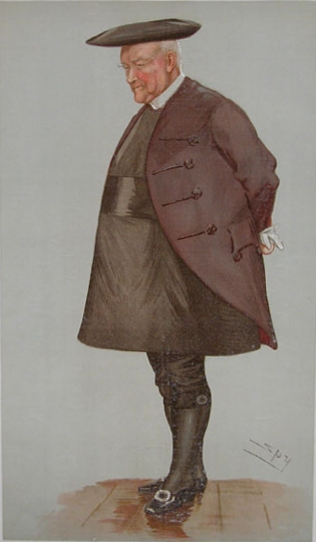
William Alexander, arcebispo de Armagh, caricaturado em 1895, vestindo um avental de bispo, perneiras e um shovel hat.

O shovel hat (termo em inglês, literalmente "chapéu-pá") foi um estilo de chapéu antigamente associado ao clero  anglicano, particularmente arcediagos e bispos.
Esse tipo de chapéu era geralmente feito de pele de castor escura ou de feltro e tinha uma base baixa, que se projetava numa curva semelhante à de uma pá na frente e atrás e era frequentemente virada dos lados. De forma semelhante ao tricórnio, foi um desenvolvimento dos chapéus que estavam na moda no final do século XVII. 
Juntamente com o avental e as perneiras de bispo, o shovel hat foi uma característica imediatamente reconhecível do alto clero anglicano entre os séculos XVIII e XIX, ainda que também fosse usado por figuras de escalões clericais mais baixos. Por volta de meados do século XIX, esse tipo de chapéu já era visto como algo tradicionalista ou antiquado: Carlyle cunhou o termo "shovelhattery" para atacar a ortodoxia inflexível na Igreja da Inglaterra. O termo "broad-brimmed", ocasionalmente empregado para se referir aos integrantes da Igreja Anglicana no século XIX (particularmente o grupo evangélico) também teve seu nome derivado do shovel hat.